# Gerhard Haslroither
Gerhard Haslroither OCist (* 10. August 1842 in Linz; † 20. April 1917 ebenda) war ein österreichischer Zisterzienser und Abt des Stiftes Schlierbach.

## Leben
Haslroither trat nach der Matura in Linz 1863 in das Stift Schlierbach ein und wurde 1868 zum Priester geweiht. Danach war er auf verschiedenen Seelsorgestellen tätig, außerdem von 1872 bis 1880 Novizenmeister, bis er 1882 als Vertreter des Administrators P. Florian Schininger in das Stift zurückberufen wurde. Nach dessen Tod 1882 wurde er selbst zum Administrator und 1892 zum Abt gewählt.
Als fähiger Wirtschafter konsolidierte er die wirtschaftliche Lage des Klosters und war dadurch imstande, die lange vernachlässigten Klostergebäude renovieren zu lassen. Während seiner Amtszeit stieg die Zahl der Stiftsmitglieder von 14 auf 26. Im Ersten Weltkrieg nahm er einige Klassen des aus seinem Gebäude vertriebenen Linzer Knabenseminars Petrinum in Schlierbach auf.
Er starb 1917 nach einer Operation in Linz und wurde in der seit der Zeit des Josephinismus nicht mehr benutzten Gruft unter der Klosterkirche beigesetzt.

### Auszeichnungen
Er war Träger des Komturkreuzes des Franz-Joseph-Ordens und Ehrenbürger von Schlierbach.